# Steven Smith (ruimtevaarder)
Steven Lee Smith (Phoenix, 30 december 1958) is een voormalig Amerikaans ruimtevaarder. Smith zijn eerste ruimtevlucht was STS-68 met de spaceshuttle Endeavour en vond plaats op 30 september 1994. Tijdens de missie werd onderzoek gedaan met de Space Radar Laboratory (SRL-2).
Smith maakte deel uit van NASA Astronautengroep 14. Deze groep van 24 ruimtevaarders begon hun training in 1992 en had als bijnaam The Hogs.
In totaal heeft Smith vier ruimtevluchten op zijn naam staan. Tijdens zijn missies maakte hij in totaal zeven ruimtewandelingen. In 2005 verliet hij NASA en ging hij als astronaut met pensioen. 